# Lucien Lantier
Pour les articles homonymes, voir Lantier.
 (décembre 2014).
Si vous disposez d'ouvrages ou d'articles de référence ou si vous connaissez des sites web de qualité traitant du thème abordé ici, merci de compléter l'article en donnant les références utiles à sa vérifiabilité et en les liant à la section « Notes et références ».
Lucien Lantier, né le 27 juillet 1879 à Odessa et mort le 21 avril 1960 à Branoux, est un peintre français.

## Biographie
Fils de Louis Auguste Marie Lantier et de son épouse Élisabeth Lucie Rouquaud, Lucien Lantier vient à Paris faire ses études secondaires en 1889 au lycée Janson-de-Sailly et, dans le même temps, est admis à l'École des beaux-arts de Paris.
À la déclaration de la Première Guerre mondiale, il part combattre dans les rangs du 229e régiment d'infanterie ; il est blessé en décembre 1915. Il épouse Hélène Henry (qui sera architecte d'intérieur) le 23 juin 1916 à Lure, avec laquelle il a un fils en 1917, Bernard Louis Félix Lantier. Le couple se sépare quelques années plus tard.
Lucien Lantier est nommé chevalier de l'ordre de la Couronne (ordre roumain) vers 1919.
Il décore alors des églises, des monuments et des bâtiments publics. En 1936, il devient directeur du musée de la Princerie à Verdun, ce qui lui assure un peu de bien être matériel.

## Collections publiques
- Bezonvaux, chapelle-abri Saint-Gilles : peinture murale, œuvre disparue.
- Bourgoin-Jallieu, musée de Bourgoin-Jallieu : Hartmannwillerkopf.
- Bras-sur-Meuse, église Saint-Maurice : Chemin de croix.
- Champneuville, église paroissiale : Chemin de croix.
- Fromeréville, église Saint-Alban : Chemin de croix.
- Hautmont, église paroissiale : Chemin de croix.
- Lacroix-sur-Meuse, église Saint-Jean-Baptiste : Chemin de croix.
- La Rochelle, musée des Beaux-Arts : Pope bénissant des cadavres de soldats dans la neige.
- Paris, musée de l'Armée :
  - La Manoche, dessin ;
  - Les Totos, dessin ;
  - Le Guetteur, dessin ;
  - Soldats dans un boyau dans la neige, portant des échelles.
- Revigny-sur-Ornain, église Saint-Pierre : Chemin de croix.
- Samogneux, église Saint-Rémi :
  - La Messe pour les frères d'armes, 1930 ;
  - Les Mères, 1930 ;
  - Chemin de croix, 1930.
- Sommedieue, mairie : Marianne.
- Vacherauville, église Saint-Martin : Chemin de croix.
- Verdun :
  - musée de la Princerie :
    - Autoportrait, devant le pont Saint-Pierre à Verdun, huile sur bois[1] ;
    - Le Canal près du clair de lune à Verdun (1932), huile sur toile[2] ;
    - Le Chaufournier, huile sur toile[3] ;
    - Le Puddler, huile sur toile[4] ;
    - Portrait de Victor Schleiter (entre 1925 et 1933), huile sur toile[5] ;
    - Vue du pont Saint-Pierre à Verdun (1930), huile sur toile[6].

  - hôtel Vauban : Portrait de Vauban[réf. nécessaire].
- Verneuil-Petit, église Saint-Martin : Chemin de croix[7].
- Woël, église Saint-Gorgon : Chemin de croix[8].

## Salons
- Salon des artistes français de 1908.
- Salon des artistes français de 1923 : Soldats dans un boyau dans la neige, portant des échelles, toile acquise par l'État pour le musée de l'Armée à Paris.

## Expositions
Lucien Lantier a exposé à Amsterdam, Bruxelles, Gand, Liverpool, Luxembourg, Manchester, Metz, Moscou, Nancy, New York, Paris, Saint-Pétersbourg, San Francisco et Wiesbaden.

## Récompenses
- 1920 : médaille d'argent au Salon des artistes français.
- 1920 : prix Maguelonne-Lefebvre-Glaize.
- 1921 : médaille d'or au Salon des artistes français.